# Urgedra permixta
Urgedra permixta är en fjärilsart som beskrevs av Paul Dognin 1914. Urgedra permixta ingår i släktet Urgedra och familjen tandspinnare. Inga underarter finns listade i Catalogue of Life.